# Lateef Crowder
Lateef Crowder Dos Santos (Salvador, 23 novembre 1977) è un attore, artista marziale e stuntman brasiliano naturalizzato statunitense, specializzato nei film di arti marziali.

## Biografia
Esperto di capoeira e di taekwondo, ha cominciato a praticare capoeira all'età di 5 anni, e ne è diventato campione statunitense già a 18 anni.
Successivamente si è dedicato al taekwondo per migliorare la sua tecnica.
Lateef Crowder ha interpretato il personaggio di Eddy Gordo nel film Tekken.
Nel giugno 2010 è apparso nel cortometraggio Mortal Kombat: Rebirth di Kevin Tancharoen.
Nella serie TV The Mandalorian ha fatto da controfigura del personaggio di Din Djarin (interpretato da Pedro Pascal) per le scene di combattimento.

## Filmografia parziale
- The Protector - La legge del Muay Thai (Tom-Yum-Goong), regia di Prachya Pinkaew (2005)
- Tekken, regia di Dwight H. Little (2010) – Eddy Gordo
- Undisputed III: Redemption, regia di Isaac Florentine (2010)
- The Twilight Saga: Breaking Dawn - Parte 2, regia di Bill Condon (2012)
- The Girl from the Naked Eye, regia di David Ren (2012)
- Falcon Rising, regia di Ernie Barbarash (2014)